# Santa Isabel (Messico)
Santa Isabel è un comune del Messico, situato nello stato di Chihuahua.